# Comuna Jdanivka, Mahdalînivka
Jdanivka (în ucraineană Жданівка) este o comună în raionul Mahdalînivka, regiunea Dnipropetrovsk, Ucraina, formată din satele Dekonka, Dudkivka, Hrabkî, Jdanivka (reședința) și Kramarka.

## Demografie
Componența lingvistică a satului Jdanivka
     Ucraineană (93,68%)
     Rusă (6,05%)
Conform recensământului din 2001, majoritatea populației satului Jdanivka era vorbitoare de ucraineană (93,68%), existând în minoritate și vorbitori de rusă (6,05%).